# Epipleoneura angeloi
Epipleoneura angeloi – gatunek ważki z rodziny łątkowatych (Coenagrionidae). Występuje w Brazylii; stwierdzono go w stanach Goiás i Mato Grosso.